# Калтаев, Карабай
Карабай Калтаев (5 мая 1923, село Актас, Сайрамский район, Южно-Казахстанская область — 24 августа 2012, Шымкент, Казахстан) — участник Великой Отечественной войны, полный кавалер ордена Славы.

## Биография
Родился 5 мая 1923 года в селе Актас (Южно-Казахстанская область) в крестьянской семье. Окончил 7 классов школы. После окончания железнодорожного техникума, работал слесарем на ЖД станции Шымкент. С августа 1942 года в  Рабоче-крестьянской Красной армии. С сентября 1942 года начал участвовать в боях Великой Отечественной войны. Во время форсирования Днепра, был ранен. 1 апреля 1944 года в боях возле Березовки (Одесская область), уничтожил 1 крупнокалиберный пулемёт противника и 10 немецких военнослужащих. 26 апреля 1944 года награждён орденом Славы 3-й степени. Так же участвовал в боях за Западную Украину и Польшу, форсировал Вислу и Одер. 27 января 1945 года во время боёв за Одер уничтожил 1 танк, 2 орудия и 2 пулемётные точки. Во время отбития очередной контратаки противника, лично уничтожил 6 вражеских солдат. 2 апреля 1945 года награждён орденом Славы 2-й степени. 3 апреля 1945 года во время отбития контратак противника возле Гросенхайна (Германия), уничтожил вражеский пулемёт, танк и приблизительно 20 единиц живой силы противника. 27 июня 1945 года награждён орденом Славы 1-й степени. Ушёл в запас в 1947 году. После окончания 10 классов вечерней школы, работал в МВД СССР. Жил в городе Шымкент, где и умер 24 августа 2012 года.

## Награды и почётные звания
- Орден Славы I степени (№ 244; 27 июня 1945)
- Орден Славы II степени (№ 2477; 2 апреля 1945)
- Орден Славы III степени (№ 111271; 26 апреля 1944)
- Орден Отечественной войны I степени (11 марта 1985)
- Орден «Курмет» (8 декабря 2006)
- ряд советских медалей и государственных наград Казахстана
- Почётный гражданин города Шымкент (1996)

## Память
Одна из улиц в городе Шымкент названа в честь Калтаева.